# Hörningsholm, Sundsvalls kommun
Hörningsholm är en småort på Alnön i Sundsvalls kommun.
Tors lokal i Hörningsholm är det tredje Folkets hus som byggdes i Sverige och det första på landsbygden. Byggnaden är ett knubbhus (murat med sågverksspill) och invändigt finns en dekorationsmålning av J.A. Holmberg föreställande Tors strid med jättarna. Detta för att symbolisera husets namn och arbetarrörelsens kamp.